# Харрис, Клемент
Клемент Хью Гилберт Харрис (англ. Clement Hugh Gilbert Harris; 8 июля 1871, Уимблдон — 23 апреля 1897, Бринка (ныне Пенте-Пигадия, ном Превеза), Греция) — британский композитор и пианист.

## Биография
Сын богатого предпринимателя-судостроителя. Учился в престижной лондонской школе для мальчиков Харроу, затем изучал фортепиано во Франкфурте-на-Майне под руководством Клары Шуман и считается одним из её наиболее одарённых учеников. В 1892 году познакомился с Зигфридом Вагнером и стал его любовником. Два молодых музыканта отправились в Лондон, где Харрис представил Вагнера Оскару Уайлду, а затем на яхте отца Харриса совершили продолжительное путешествие, побывав в Гонконге, Сингапуре и других экзотических местах; в ходе этой поездки Харрис вчерне закончил своё наиболее значительное сочинение — симфоническую поэму «Потерянный рай» (по одноимённой поэме Джона Мильтона), премьера которой состоялась в 1895 году в Бад-Хомбурге в присутствии многочисленных представителей высшей европейской знати. Как отмечал У. В. Стармер в Музыкальном словаре Гроува, музыка поэмы «показывает совершенное мастерство оркестровки и много навыков в развитии прекрасных тем». В 1896 году познакомился и подружился со Стефаном Георге.
В 1897 году Харрис, поклонник древнегреческой культуры, оказался в Греции, когда там развернулась Первая греко-турецкая война. На свои деньги он сформировал боевой отряд и принял участие в военных действиях на греческой стороне, был ранен, но отказался оставить свою позицию и к концу дня умер от ран. Стефан Георге посвятил его памяти стихотворение «Пенте-Пигадия», а Зигфрид Вагнер — симфоническую поэму «Счастье» (1923). Дневники Харриса опубликованы в 1962 году Клаусом Боком.
Помимо симфонической поэмы «Потерянный рай», Харрису принадлежит ряд камерных и фортепианных сочинений. Альбом его фортепианной музыки записал Ульрих Урбан, «Потерянный рай» — Тюрингский симфонический оркестр под управлением Конрада Баха.